# Hartog Elion
Hartog Elion (Rotterdam, 27 januari 1853 – Den Haag, 13 april 1930) was een Nederlands scheikundige.

## Leven en werk
Elion werd in Rotterdam geboren als een zoon van Meijer Moses Cohen Elion en Ester van Raap. Hij studeerde scheikunde aan de Universiteit van Leiden en in 1884 promoveerde hij tot doctor op het proefschrift Diacetylazijnaether en aethyldiacetylazijnaether. In 1886 was hij leerling van Louis Pasteur en in datzelfde jaar ontwikkelde hij het Heineken A-gist. Deze gist vormt nog steeds de basis voor het Heineken bier. Eveneens werd hij laboratoriumdirecteur van de brouwerij Heineken. Gerard Adriaan Heineken was de eerste brouwer ter wereld met een laboratorium voor kwaliteitscontrole. In 1922 publiceerde hij het boek Pasteur's initiatief tot de fabricage van zuivere gist.
Elion trouwde te Amsterdam op 10 augustus 1893 met Evelina de Jong. Eduard Elion was een zoon uit dit huwelijk. Elion overleed op 77-jarige leeftijd te Den Haag. 